# Dans les bois (mini-série)
Pour les articles homonymes, voir Dans les bois.
Dans les bois (W głębi lasu, litt. « Au fond de la forêt ») est une mini-série polonaise en 6 épisodes de 46-55 minutes, créée par Harlan Coben et mise en ligne le 12 juin 2020 sur Netflix. Il s'agit de l'adaptation du roman (The Woods) du même titre d'Harlan Coben.

## Synopsis
En Pologne, durant l'été 1994, quatre adolescents d'un camp de vacances disparaissent mystérieusement dans les bois. Les corps de deux d'entre eux finissent par être retrouvés, tandis que le mystère demeure pour les deux autres, dont Kamila, la sœur de Pawel Kopiński, alors moniteur au sein de la colo. Mais 25 ans plus tard, Pawel, devenu procureur de Varsovie, voit sa vie à nouveau bouleversée lorsque le cadavre du second disparu, Artur, visiblement assassiné il y a peu de temps, est découvert par la police. Caressant l'espoir que sa sœur puisse encore être en vie, Pawel va tout faire pour comprendre ce qui s'est passé dans la forêt lors de cette nuit fatidique de 1994…

## Distribution
- Grzegorz Damięcki (pl) (VF : Alexis Victor) : Paweł Kopiński
- Agnieszka Grochowska : Laura Goldsztajn
- Hubert Miłkowski (VF : Alexis Gilot) : Paweł Kopiński, adolescent
- Wiktoria Filus : Laura Goldsztajn, adolescente
- Jacek Koman : Dawid Goldsztajn, père de Laury
- Ewa Skibińska (pl) : Natalia Kopińska, mère de Pawła
- Roman Gancarczyk (pl) : Władysław Kopiński, père de Pawła
- Izabela Dąbrowska (pl) : Bożena Perkowska, mère d'Artura
- Przemysław Bluszcz (pl) : Bogdan Perkowski, père d'Artura
- Adam Ferency : inspecteur Lubelski en 1994
- Piotr Głowacki (VF : Sébastien Ossard) : officier de police Kosiński en 1994
- Arkadiusz Jakubik (VF : Stéphane Pouplard) : inspecteur Maciej Jork
- Dorota Kolak (pl) : chef Herman, patron de Kopińskiego
- Magdalena Czerwińska : Małgorzata Tatarczuk, demi-sœur de Pawła
- Cezary Pazura : Krzysztof Dunaj-Szafrański, journaliste
- Adam Wietrzyński (pl) (VF : Alexis Ballesteros) : Artur Perkowski, participant au camp de jour
- Krzysztof Zarzecki (VF : Emmanuel Lemire) : Wojciech Malczak

 Source et légende : version française (VF) sur RS Doublage

## Production

### Développement
En août 2018, Netflix signe un contrat de cinq ans pour les droits de l'adaptation des 14 romans policiers de Harlan Coben.
Le tournage a lieu entre septembre et novembre 2019, dans les forêts, près de Varsovie, en Pologne, étant connue pour sa vaste verdure, environ 30% du territoire polonais, et laissant aux producteurs l'embarras du choix,. En début décembre 2019, ATM Grupa annonce que le tournage est terminé et devrait mettre la série sur Netflix en 2020.

### Fiche technique
Sauf indication contraire ou complémentaire, les informations mentionnées dans cette section peuvent être confirmées par la base de données Filmpolski
- Titre original : W głębi lasu
- Titre anglophone : The Woods
- Titre français : Dans les bois
- Création : Harlan Coben
- Casting : Nadia Lebik
- Réalisation : Leszek Dawid et Bartosz Konopka
- Scénario : Agata Malesińska et Wojciech Miłoszewski
- Musique : Łukasz Targosz
- Décors : Daria Dwornik, Natalia Horak et Agata Przybył
- Costumes : Katarzyna Lewińska
- Photographie : Paweł Flis
- Son : Maciej Pawłowski et Monika Krzanowska
- Montage : Maciej Pawliński et Andrzej Dąbrowski
- Production : Andrzej Muszyński et Harlan Coben
- Société de production : ATM Grupa
- Société de distribution : Netflix
- Pays de production :  Pologne
- Langue originale : polonais
- Format : couleur
- Genre : thriller ; drame
- Durée : 46-55 minutes
- Date de première diffusion :
  - Monde : 12 juin 2020 sur Netflix

## Épisodes
1. La Fin de l'innocence (Koniec niewinności)
2. Mensonges (Kłamstwa)
3. Tu ne sais rien (Nic nie wiesz)
4. Ce qui gît sous terre (Czego oczy nie widzą)
5. Ta sœur est morte (Twoja siostra nie żyje)
6. Un long retour (Długa droga do domu)